# The Role You Were Born to Play
«The Role You Were Born to Play» es el quinto episodio de la cuarta temporada de la serie de televisión estadounidense Glee, y el septuagésimo primero en general. Fue escrito por Michael Hitchcock y dirigido por Brad Falchuk, y se emitió en Fox en los Estados Unidos el 8 de noviembre de 2012 y el 13 de diciembre del mismo año en México. El episodio cuenta con el regreso de Mercedes (Amber Riley) y Mike (Harry Shum, Jr.), y la introducción del ganador de la segunda temporada de The Glee Project Blake Jenner como el estudiante Ryder Lynn.

## Argumento
Artie Abrams (Kevin McHale) recluta a Finn Hudson (Cory Monteith), que está trabajando en la tienda de neumáticos de su padrastro y se siente como un fracaso, a codirigir la producción de Grease de McKinley High con él. Blaine Anderson (Darren Criss) audiciona para ellos, pero después de cantar «Hopelessly Devoted to You», él se entristece y se dice que no puede interpretar Danny Zuko, el protagonista masculino, ya que la música es sobre el amor y su relación con Kurt (Chris Colfer) se ha roto . Finn le dice a Artie que no va a dirigirlo, porque él no sabe lo que está haciendo, pero Artie le revela que él llamó a los graduados Mercedes Jones (Amber Riley) y Mike Chang (Harry Shum, Jr.), quienes llegan y se unen a ellos para ayudarlos en las audiciones.
En el baño de las niñas, Marley Rose (Melissa Benoist) y Wade «Unique» Adams (Alex Newell) hablan de la música, y Unique revela que el quiere interpretar el papel femenino Rizzo. La entrenadora de porristas Sue Sylvester (Jane Lynch) las escucha y le dice que ella a Unique que es un niño, y no puede quedar elegido como una mujer. Marley defiende a Unique, y más tarde los dos audición juntos, cantando a dúo «Blow Me (One Last Kiss)». Cuando se les preguntó qué papel querían interpretar, Marley pide a Sandy, y Unique pide a Rizzo. Artie no está entusiasmado con este última elección, pero Mercedes alaba la voz de Unique, y presiona a Finn para ello.
Sin Blaine, no hay un buen candidato para Danny ya que Sam Evans (Chord Overstreet) prefiere interpretar Kenickie, Joe (Samuel Larsen) se niega a cortarse las rastas y Jake Puckerman (Jacob Artista) se niega a audicionar. Artie le recuerda a Finn que Will Schuester (Matthew Morrison) tuvo dificultades para reclutar a un protagonista masculino de New Directions antes de encontrar a él. Finn le pide a la entrenadora Shannon Beiste (Dot-Marie Jones) si alguno de los jugadores de fútbol podrían ser candidatos para el musical. Ella le sugiere Ryder Lynn (Blake Jenner), una estudiante de segundo año que se ha trasladado recientemente que está luchando con sus notas. Finn habla con él sobre audicionar y lo convence de que el coro le puede ayudar a mejorar sus estudios. A pesar de que se mostró reacio, Ryder más tarde se reúne con Finn en el auditorio, donde se realizan un dúo improvisado de «Juke Box Hero», que resulta ser la audición de Ryder.
Ryder después se presenta a Marley, ya que ella también audicionó, y Jake, viendo su encuentro e incitado por Kitty Wilde (Becca Tobin), decide hacer una audición. Kitty también audiciona con Jake en el dueto «Everybody Talks», mostrando sus habilidades de baile. Los directores deciden llamar a Ryder y Jake para Danny, y Marley y Kitty para Sandy: Mercedes y Mike conducen los cuatro de ellos en el canto y el baile «Born to Hand Jive» para probar la química entre las parejas potenciales.
Sue se opone al plan de Finn para darle el papel de Rizzo a Unique, y exige que a Will y al Director Figgins (Iqbal Theba) que intervengan. Finn se apoya por su decisión, pero Sue se enoja cuando Finn llama a su hija "retrasada". Sue se va furiosa cuando descubre que Unique fue elegido como Rizzo a pesar de sus objeciones, y más aún después de Will le pregunta a Finn si quería hacerse cargo de New Directions, mientras que él está en Washington D. C., durante tres meses, trabajando en el panel gubernamental nacional para mejorar la educación artística a nivel nacional. Finn se compromete a hacerse cargo del coro y se anuncia el elenco de actores para el musical, con Ryder como Danny, Marley como Sandy, Jake como Putzie y Kitty como Patty Simcox, lo cual la pone furiosa.
Will planea llevar a su prometida Emma Pillsbury (Jayma Mays) con él a Washington, pero ella no quería ir, y los dos traen a la entrenadora Beiste para hlablar sobre eso. Emma se compromete a acompañar a Will, pero Beiste se da cuenta de que ella no quiere, y luego le inste a Emma de que sea honesta. Ella finalmente le admite a Will que ella quiere quedarse y trabajar en McKinley, y los dos acuerdan visitarse los fines de semana, mientras que él está lejos, y luego casarse cuando Will regrese.

## Producción
«The Role You Were Born to Play» fue dirigido por el cocreador de Glee Brad Falchuk y escrito por el productor supervisor Michael Hitchcock. El episodio se rodó el 31 de agosto de 2012, y se extendió hasta el estreno de «The New Rachel» en Fox el 13 de septiembre de 2012, la misma noche que Falchuk reveló el título del episodio en un tuit.
Los miembros del reparto principal Amber Riley como Mercedes Jones y Harry Shum, Jr. como Mike Chang hicieron sus primeras apariciones en la cuarta temporada en este episodio. Su primer día de rodaje fue de 12 de septiembre de 2012. Un personaje recurrente de regresar por primera vez en esta temporada es la entrenadora Shannon Beiste, interpretado por Dot-Marie Jones. Este es también el primer episodio de la temporada que se centra exclusivamente en McKinley High en Lima, Ohio: Rachel (Lea Michele) ni Kurt (Chris Colfer) aparecieron en este episodio, ya que están en la ciudad de Nueva York.
Blake Jenner, el ganador de la segunda temporada de The Glee Project, cuyo premio era un papel con una trayectoria de siete episodios de la cuarta temporada de Glee, se introduce en este episodio como Ryder Lynn, una estudiante de fútbol jugando en la escuela McKinley. Otros personajes recurrentes en este episodio incluyen la consejera Emma Pillsbury (Jayma Mays), los miembros del coro Sugar Motta (Vanessa Lengies), Joe Hart (Samuel Larsen), Wade «Unique» Adams (Alex Newell), Marley Rose (Melissa Benoist) y Jake Puckerman (Jacob Artist), el director Figgins (Iqbal Theba) y la porrista Kitty Wilde (Becca Tobin).
Tres canciones del episodio fueron lanzados como sencillos, incluyendo «Juke Box Hero» de Foreigner, realizado por Jenner y Monteith, «Everybody Talks» de Neon Trees interpretado por el Artist y Tobin, y «Blow Me (One Last Kiss)» de Pink, interpretada por Benoist y Newell. «Hopelessly Devoted to You», interpretada por Criss, y «Born to Hand Jive», interpretada por Riley, Jenner, Benoist y Artist, ambas del musical Grease, fueron incluidas en extended play Glee: The Music, Presents Glease lanzado en noviembre de 2012 como promoción del siguiente episodio «Glease».